# غوران نافا
غوران نافا (بالصربية: Горан Нава)‏ هو منافس ألعاب قوى صربي، ولد في 15 أبريل 1981 في بولونيا في إيطاليا.

## وصلات خارجية
- غوران نافا على موقع الاتحاد الدولي لألعاب القوى (الإنجليزية)
- غوران نافا على موقع الاتحاد الأوروبي لألعاب القوى (الإنجليزية)
- غوران نافا على موقع الاتحاد الإيطالي لألعاب القوى (الإيطالية)
- غوران نافا على موقع اللجنة الأولمبية الدولية (الإنجليزية)
- غوران نافا على موقع أوليمبيديا (الإنجليزية)
- غوران نافا على موقع اللجنة الأولمبية الصربية (الصربية)